# Parfait de Cordoue
Parfait de Cordoue, en latin Perfectus, était un prêtre chrétien de Cordoue en Espagne qui fut décapité par les Maures le 18 avril 850, jour de Pâques, pour avoir refusé de retirer ses propos sur Mahomet. Par la suite, de nombreux chrétiens seront massacrés en représailles par les musulmans d'Al-Andalus. Il est considéré comme l'un des plus grands martyrs de son époque. Son supplice, enregistré par saint Euloge, figure dans le Memoriale sanctorum.

## Biographie
Il était né à Cordoue, en Espagne, quand la région était sous le contrôle des Maures du califat omeyyade. Moine ordonné prêtre, il siégeait à la basilique Saint-Aciscle à Cordoue. L'Andalousie étant sous autorité politique musulmane, les chrétiens étaient tolérés sous certaines conditions de discrétion et sous le statut de dhimmi. En 850, Parfait fut mis au défi par deux musulmans de dire qui était le plus grand prophète, Jésus ou Mahomet. 
Au début, il préféra ne pas répondre, afin de ne pas les provoquer, mais ils insistèrent pour qu'il leur donnât son avis, promettant de le protéger des représailles. Il leur dit alors en arabe que Mahomet était un faux prophète et un homme immoral pour avoir, dit-on, séduit l'épouse de son fils adoptif. Les musulmans respectèrent leur promesse et le laissèrent partir, mais quelques jours plus tard, certains d'entre eux changèrent d'idée et le firent arrêter. 
Ils demandèrent à des amis de le saisir eux-mêmes (afin de ne pas être parjures) et le firent juger. Parfait fut convaincu de blasphème par le tribunal islamique et fut exécuté. La légende affirme que ses derniers mots furent pour bénir le Christ et condamner Mahomet et son Coran.
Son martyre fut l'un des premiers d'une période de persécution des chrétiens par les musulmans d'Al-Andalus ; elle commença en 850 sous Abd ar-Rahman II, se poursuivit sous son successeur Muhammad Ier, et par la suite continua de façon intermittente jusqu'en 960.
Les catholiques le fêtent le  18 avril.